# Хорошево (Бежецький район)
Хорошево (рос. Хорошево) — присілок в Бежецькому районі Тверської області Російської Федерації.
Населення становить 24 особи. Входить до складу муніципального утворення Пореч'євське сільське поселення.

## Історія
Від 2005 року входить до складу муніципального утворення Пореч'євське сільське поселення.

## Населення
| 2008 | 2010 |
| ---- | ---- |
| 25   | ↘24  |